# Leptoneta fagei
Espèce
Leptoneta fagei est une espèce d'araignées aranéomorphes de la famille des Leptonetidae.

## Distribution
Cette espèce est endémique de l'Hérault en Languedoc-Roussillon en France. Elle se rencontre dans la grotte de l'Hortus à Valflaunès et la grotte du Hibou à Saint-Martin-de-Londres.

## Étymologie
Cette espèce est nommée en l'honneur de Louis Fage.

## Publication originale
- Simon, 1914 : Les arachnides de France. Synopsis générale et catalogue des espèces françaises de l'ordre des Araneae. Paris, vol. 6, 1re partie, p. 1-308.